# هارتسویل (کارولینای جنوبی)
هارتسویل(به انگلیسی: Hartsville) شهری در ایالت کارولینای جنوبی کشور ایالات متحده آمریکا است که جمعیت آن در سرشماری سال ۲۰۱۰ میلادی، ۷٬۷۶۴ نفر بوده‌است.